# Гуарам II
Гуарам II (груз. გუარამ; д/н — 693) — 7-й ерісмтавар (верховний князь) Іберії в 684—693 роках. Відновив владу гуарамідів в Іберії та уклав союз з Візантією.

## Життєпис
Походив з династії Гуарамідів. Син ерісмтавара Стефаноза I. Ще дитиною отримав титул еріставі та землі Кларджеті і Джахеті. Після повалення батька 627 року візантійцями перебрався до цих володінь.
Протягом тривалого часу зберігав вірність Візантії, але зрештою у 660-х роках визнав зверність Арабського халіфату. 684 року після загибелі ерісмтавара Адарнасе II поставлений арабами новим правителем Іберії.
689 року під впливом успіхів візантійського імператора Юстиніана II у війні з арабами визнав його зверхність. За це отримав візантійський титул куропалата. Втім у 692 році після важкої поразки візантійців в Кілікії увесь Кавказ знову опинився під владою халіфату. Сам Гуарам II помер близько 693 року. Владу спадкував його онук Гуарам III.